# Associazione Sportiva Sorrento 1984-1985
Questa voce raccoglie le informazioni riguardanti l'Associazione Sportiva Sorrento nelle competizioni ufficiali della stagione 1984-1985.

## Rosa
| N. |                   | Ruolo | Calciatore          |
| -- | ----------------- | ----- | ------------------- |
|    | Italia (bandiera) | C     | Salvatore Amato     |
|    | Italia (bandiera) | A     | Ernesto Apuzzo      |
|    | Italia (bandiera) | D     | Massimo Bigotto     |
|    | Italia (bandiera) | C     | Giuseppe Castellano |
|    | Italia (bandiera) | A     | Giuseppe Cau        |
|    | Italia (bandiera) | D     | Carlo De Gregorio   |
|    | Italia (bandiera) | C     | Ciro Donnarumma     |
|    | Italia (bandiera) | C     | Giuliano Duranti    |
|    | Italia (bandiera) | C     | Antonio Falanga     |
|    | Italia (bandiera) | D     | Amedeo Gargiulo     |

| N. |                   | Ruolo | Calciatore           |
| -- | ----------------- | ----- | -------------------- |
|    | Italia (bandiera) | C     | Gianclaudio Iannucci |
|    | Italia (bandiera) | C     | Antonio Magliocca    |
|    | Italia (bandiera) | A     | Michele Marino       |
|    | Italia (bandiera) | D     | Antonio Marletta     |
|    | Italia (bandiera) | P     | Giuseppe Porrino     |
|    | Italia (bandiera) | C     | Gennaro Ruotolo      |
|    | Italia (bandiera) | C     | Francesco Sampino    |
|    | Italia (bandiera) | C     | Vincenzo Scioletti   |
|    | Italia (bandiera) | D     | Roberto Vichi        |

## Risultati

### Campionato

#### Girone di andata
| 23 settembre 1984 1ª giornata | Nissa | 1 – 1 | Sorrento |  |

| 30 settembre 1984 2ª giornata | Sorrento | 1 – 0 | Licata |  |

| 7 ottobre 1984 3ª giornata | Sorrento | 1 – 1 | Afragolese |  |

| 14 ottobre 1984 4ª giornata | Frattese | 0 – 0 | Sorrento |  |

| 21 ottobre 1984 5ª giornata | Sorrento | 1 – 2 | Paganese |  |

| 28 ottobre 1984 6ª giornata | Turris | 2 – 1 | Sorrento |  |

| 4 novembre 1984 7ª giornata | Siracusa | 0 – 0 | Sorrento |  |

| 11 novembre 1984 8ª giornata | Sorrento | 0 – 0 | Ercolanese |  |

| 18 novembre 1984 9ª giornata | Ischia Isolaverde | 0 – 1 | Sorrento |  |

| 25 novembre 1984 10ª giornata | Sorrento | 1 – 0 | Aesernia |  |

| 2 dicembre 1984 11ª giornata | Potenza | 1 – 1 | Sorrento |  |

| 9 dicembre 1984 12ª giornata | Sorrento | 1 – 0 | Crotone |  |

| 16 dicembre 1984 13ª giornata | Rende | 0 – 0 | Sorrento |  |

| 23 dicembre 1984 14ª giornata | Sorrento | 2 – 1 | Alcamo |  |

| 6 gennaio 1985 15ª giornata | Gladiator | 1 – 1 | Sorrento |  |

| 13 gennaio 1985 16ª giornata | Sorrento | 2 – 0 | Canicattì |  |

| 20 gennaio 1985 17ª giornata | Frosinone | 0 – 0 | Sorrento |  |

#### Girone di ritorno
| 3 febbraio 1985 18ª giornata | Sorrento | 2 – 0 | Nissa |  |

| 10 febbraio 1985 19ª giornata | Licata | 1 – 2 | Sorrento |  |

| 17 febbraio 1985 20ª giornata | Afragolese | 0 – 0 | Sorrento |  |

| 24 febbraio 1985 21ª giornata | Sorrento | 1 – 0 | Frattese |  |

| 3 marzo 1985 22ª giornata | Paganese | 1 – 0 | Sorrento |  |

| 10 marzo 1985 23ª giornata | Sorrento | 1 – 0 | Turris |  |

| 17 marzo 1985 24ª giornata | Sorrento | 1 – 0 | Siracusa |  |

| 24 marzo 1985 25ª giornata | Ercolanese | 0 – 0 | Sorrento |  |

| 6 aprile 1985 26ª giornata | Sorrento | 2 – 0 | Ischia Isolaverde |  |

| 14 aprile 1985 27ª giornata | Aesernia | 1 – 1 | Sorrento |  |

| 21 aprile 1985 28ª giornata | Sorrento | 1 – 0 | Potenza |  |

| 5 maggio 1985 29ª giornata | Crotone | 0 – 0 | Sorrento |  |

| 12 maggio 1985 30ª giornata | Sorrento | 0 – 1 | Rende |  |

| 19 maggio 1985 31ª giornata | Alcamo | 0 – 0 | Sorrento |  |

| 26 maggio 1985 32ª giornata | Sorrento | 3 – 1 | Gladiator |  |

| 2 giugno 1985 33ª giornata | Canicattì | 2 – 0 | Sorrento |  |

| 9 giugno 1985 34ª giornata | Sorrento | 0 – 0 | Frosinone |  |